# Rivière Bruyère
Pour les articles homonymes, voir Bruyère (homonymie).
Ne doit pas être confondu avec Rivière La Bruère.
La rivière Bruyère est un affluent de la rivière Dorval, coulant dans la municipalité de Larouche, dans la municipalité régionale de comté (MRC) du Fjord-du-Saguenay, dans la région administrative de Saguenay–Lac-Saint-Jean, dans la province de Québec, au Canada.
La vallée de la rivière Bruyère est surtout desservie par la route 170 (boulevard du Royaume), pour les besoins la foresterie et de l’agriculture.
La foresterie constitue la principale activité économique dans la zone de la rivière Bruyère ; les activités agricoles, en second.
La surface de la rivière Bruyère est habituellement gelée du début de décembre à la fin mars, toutefois la circulation sécuritaire sur la glace se fait généralement de la mi-décembre à la mi-mars.

## Géographie
Les principaux bassins versants voisins de la rivière Bruyère sont :
- côté nord : rivière Dorval, rivière Saguenay ;
- côté est : rivière Dorval, rivière Saguenay, rivière aux Sables, rivière Chicoutimi ;
- côté sud : lac Kénogami (baie Cascouia), rivière Cascouia, ruisseau du Pont Flottant, rivière Pikauba, ruisseau L'Abbé ;
- côté ouest : rivière Raquette, ruisseau de l’Abattoir, rivière Bédard, lac Saint-Jean.

La rivière Bruyère prend sa source au lac Potvin (longueur : 2,0 km ; altitude : 184 m) en forme de croissant difformé ouvert vers le nord. Cette source est située à :
- 1,5 km au sud de l’ex-gare Moquin le long chemin de fer du Canadien National ;
- 1,5 km au sud du cours de la rivière Dorval ;
- 1,7 km au sud-est de la route 170 ;
- 6,3 km au sud-est du centre du village de Larouche ;
- 7,3 km au sud-est de la confluence de la rivière Bruyère et de la rivière Dorval ;
- 7,3 km au sud de la rivière Saguenay ;
- 12,7 km au sud-est de la confluence de la rivière Dorval et de la rivière Saguenay[3].

À partir de sa source (petit lac non identifié), la rivière Bruyère coulait sur 12,4 km avec une dénivellation de 34 m généralement en zone forestière, parfois agricole, selon les segments suivants :
- 2,1 km vers le nord-ouest en courbant vers le nord, jusqu’au chemin de fer du Canadien National ;
- 7,0 km vers l’ouest en longeant le chemin de fer du Canadien National et la route 170, jusqu’à un coude de rivière ;
- 3,3 km vers le nord-ouest en courbant vers le nord, jusqu’à l’embouchure de la rivière[3].

Le cours de la rivière Bruyère se déverse dans un coude de rivière sur la rive sud de la rivière Dorval. Cette confluence est située à :
- 0,8 km au nord-est d’une courbe de la route 170 ;
- 5,9 km au sud de la rivière Saguenay ;
- 6,3 km au nord-ouest de la baie Cascouia ;
- 6,5 km au sud-est de la confluence de la rivière Dorval et de la rivière Saguenay ;
- 12,7 km au sud-est du centre-ville d’Alma ;
- 19,5 km à l’est du lac Saint-Jean[3].

À partir de l’embouchure de la rivière Bruyère, le courant suit le cours de la rivière Dorval sur 26,2 km vers le nord-ouest, puis le cours de la rivière Saguenay sur 123 km vers l’est jusqu’à Tadoussac où il conflue avec l’estuaire du Saint-Laurent.

## Toponymie
Le toponyme « rivière Bruyère » a été officialisé le 8 janvier 1981 à la Banque des noms de lieux de la Commission de toponymie du Québec.